# Prostitution au Liban
La prostitution au Liban est théoriquement légale et réglementée. Cependant, aucune licence n'a été délivrée depuis 1975,. Dans le Liban moderne, la prostitution a lieu officieusement via des « super night clubs », et illégalement dans la rue, dans les bars, les hôtels et les maisons closes. L'ONUSIDA estime qu'il y a 4 220 prostituées dans le pays.
Des cas de prostitution enfantine sont connus et poursuivis, mais aucune mesure n'est prise pour réhabiliter ces mineurs,.
Le trafic sexuel est un problème au Liban.

## Description
La prostitution de rue existe dans le pays. Les prostituées sont principalement libanaises ou syriennes. La prostitution a également lieu dans les « bars », notamment dans le quartier Hamra de Beyrouth et à Jounieh. Les bars sont licenciés, mais pas pour la prostitution. Ils ont généralement des pièces « secrètes » à l'arrière et les femmes, pour la plupart égyptiennes, syriennes et soudanaises, sont contrôlées par une « maman ». Des pots-de-vin sont versés à la police.
Certaines prostituées libanaises travaillent indépendamment dans des hôtels ou des appartements loués.
La prostitution masculine est également en augmentation dans le pays,.

### Super boîtes de nuit
Les super night clubs servent de lieux d'introduction entre les prostituées et les clients. Les clients peuvent discuter avec une 'artiste' s'ils achètent une bouteille de champagne. Pendant la discussion, un « rendez-vous » peut être fixé pour le lendemain. Aucun service sexuel n'est autorisé dans les locaux et la femme négocie elle-même le prix du « rendez-vous ».
Les clubs fonctionnent avec l'accord implicite de la Sûreté Générale (Direction Générale de la Sûreté Générale), qui fixe des règles strictes. Les femmes travaillant dans les clubs doivent être de nationalité étrangère, les femmes libanaises ne sont pas autorisées dans les clubs. Les femmes migrantes doivent avoir un contrat pour entrer dans le pays et se voient délivrer un visa « artiste », auquel sont attachées des conditions strictes,.
Les femmes doivent être au club entre 20 h et 5 h du matin, la Sûreté ou la police peuvent entrer dans le club à tout moment pour vérifier la présence des artistes. Les femmes doivent vivre dans une chambre d'hôtel, souvent adjacente ou dans le même bâtiment que le club. Elles doivent être à l'hôtel entre la fin du travail (5 h) et 13 h. Après 13 h, elles peuvent quitter l'hôtel pour aller à un « rendez-vous ». Le numéro de téléphone et le numéro d'immatriculation de la voiture du client doivent être enregistrés lorsque les femmes quittent l'hôtel,.
Il y a environ 130 clubs, principalement à Maameltein. Beaucoup des femmes qui y travaillent sont originaires d'Europe de l'Est et d'Afrique du Nord. 11 284 femmes sont entrées au Liban dans le cadre du programme ouvert aux artistes en 2016, soit plus du double du nombre de femmes entrées pour les mêmes raisons en 2015. Leurs visas d'artiste ne dépassent pas six mois, et les personnes sont expulsées si elles sont surprises en train de dépasser la date de leur visa.

## Histoire
En 1931, alors que le pays est sous contrôle français, une nouvelle loi réglemente la prostitution. Les prostituées devaient être enregistrées et n'étaient autorisées à travailler que dans des maisons closes agréées. Pour obtenir un permis, elles devaient avoir plus de 21 ans, ne pas être vierges, et avoir subi un examen médical. La loi criminalisait le travail qui sortait de ces critères. Il a également criminalisé toute personne facilitant le travail du sexe en dehors des exigences de licence.
Au début de la guerre civile libanaise en 1975, toutes les maisons closes autorisées étaient situées près de la Place des Martyrs, dans le quartier Zeitoun du centre-ville de Beyrouth. Tous ces bordels ont été détruits pendant les combats. Aucune licence n'a été délivrée depuis à des prostituées ou des maisons closes,,.
En raison de l'absence de licences, les maisons closes fonctionnaient illégalement jusqu'à l'adoption d'une nouvelle loi en 1998, criminalisant les entreprises mettant des pièces à disposition pour le commerce du sexe.
Les « super boîtes de nuit » étaient à l'origine des boîtes de nuit régulières destinées au tourisme dans les années 60. Ils ont fermé pendant la guerre civile, et après la fin de la guerre, il n'y avait pas assez de touristes pour les rendre viables. Le modèle commercial a été changé pour son format actuel et les clubs ont rouvert.

## Guerre civile syrienne
La guerre civile syrienne a entraîné un afflux de réfugiés syriens dans le commerce du sexe au Liban. Les femmes et les filles syriennes sont très vulnérables au trafic sexuel. Certaines femmes réfugiées adultes ont été contraintes de se prostituer. Un réseau de prostitution forcée, dirigé par un proxénète syrien, a été démantelé en 2016 par la police libanaise, qui a fait une descente dans les maisons closes Chez Maurice et Le Silver, toutes deux situées dans le quartier de Maameltein, connu pour être le quartier chaud de la ville. La majorité des femmes et des filles ont été recrutées en Syrie avec de fausses promesses de travail et soumises à une exploitation sexuelle commerciale où elles ont subi des abus mentaux, physiques et sexuels, ainsi que des avortements forcés.

## Trafic sexuel
Le Liban est un pays d'origine et de destination pour les femmes et les enfants soumis au trafic sexuel et un pays de transit pour les femmes et les enfants d'Europe de l'Est soumis au trafic sexuel dans d'autres pays du Moyen-Orient. Des femmes d'Europe de l'Est et d'Afrique du Nord entrent au Liban pour travailler dans l'industrie du divertissement pour adultes via le programme de visa d'artiste libanais, qui soutient une importante industrie du sexe commerciale et permet le trafic sexuel. Certaines femmes d'Afrique de l'Est et de l'Ouest sont victimes de trafic sexuel au Liban.
Les femmes et les filles syriennes sont très vulnérables au trafic sexuel. Des filles syriennes sont amenées au Liban pour le trafic sexuel, parfois sous couvert de mariage précoce. Des proxénètes libanais contraignent certains réfugiés LGBTI syriens à se prostituer.
La loi anti-traite de 2011 interdit toutes les formes de traite des êtres humains. Les peines prescrites pour le trafic sexuel vont de 5 à 15 ans d'emprisonnement, qui sont suffisamment sévères et proportionnées à celles prescrites pour d'autres crimes graves, tels que le viol.
En 2016, l'unité anti-traite des forces de sécurité intérieures (FSI) a enquêté sur 20 cas de traite présumée, impliquant 87 victimes d'exploitation sexuelle et de traite d'enfants, et a déféré à la justice 26 trafiquants présumés. La direction de la sécurité générale (DGS) a enquêté sur 14 cas potentiels de traite impliquant des titulaires de visa d'artiste et quatre ont été déférés aux autorités judiciaires ou répressives pour complément d'enquête.
Le Département d'État des États-Unis via son Bureau de surveillance et de lutte contre la traite des personnes classe le Liban au niveau 2 dans son Rapport sur le trafic des personnes.